# Maja
Maja – imię żeńskie pochodzenia greckiego, wywodzące się od słowa μαῖα (maia) oznaczającego "dobrą matkę", "damę" lub "przybraną matkę". W mitologiach greckiej i rzymskiej Maja była najstarszą z nimf - Plejad, córek Zeusa i Plejone, oraz matką Hermesa. 
Stosowane także jako zdrobnienie imienia Maria. Ponadto istnieją imiona arabskie (Maya) o identycznym brzmieniu, a w niektórych krajach również zapisie.
Wśród imion nadawanych nowo narodzonym dzieciom, Maja w 2017 r. zajmowała 5. miejsce w grupie imion żeńskich. W całej populacji Polek Maja zajmowała w 2017 r. 52. miejsce (131 671 nadań).
Maja imieniny obchodzi 9 kwietnia, 1 maja i 12 września.
Znane osoby noszące imię Maja:
- Maya Angelou – amerykańska poetka
- Maja Berezowska, właśc. Maria Berezowska – malarka
- Maja Bohosiewicz – aktorka
- Maia Cziburdanidze – gruzińska szachistka
- Maja Hirsch – aktorka
- Majka Jeżowska – piosenkarka
- Maja Komorowska – aktorka
- Maja Konarska – piosenkarka
- Maya Lin – amerykańska architekt
- Maia Morgenstern – rumuńska aktorka
- Maja Ostaszewska – aktorka
- Maja Plisiecka – tancerka
- Maja Popielarska – prezenterka telewizyjna
- Maja Sablewska – celebrytka
- Maja Sikorowska – wokalistka,
- Maja Staśko – aktywistka, zawodniczka MMA
- Maja Włoszczowska – zawodniczka kolarstwa górskiego

Znane postaci fikcyjne o imieniu Maja:
- Pszczółka Maja – znana z kreskówki o takiej samej nazwie,
- Majka Kwiatkowska (w tej roli Monika Mrozowska) – córka Jacka i Anki z serialu Rodzina zastępcza.
- Maja Olkowicz (w tej roli Joanna Osyda) – główna postać serialu telewizyjnego Majka
- Majka Skowron – jedna z głównych postaci w powieści dla młodzieży Aleksandra Minkowskiego zatytułowanej "Szaleństwo Majki Skowron", na podstawie której powstał również serial telewizyjny (z Zuzanną Antoszkiewicz w roli tytułowej).
- Maja Brzeska – drugoplanowa postać serialu telewizyjnego Gliniarze.

Religie:
- Maja – w hinduizmie oszałamiająca moc Boga lub iluzja, ułuda
- Maja – w mitologii greckiej jedna z Plejad, matka Hermesa
- Maja – w mitologii rzymskiej bogini przyrody

Inne:
- Maja – rzeka w Rosji;
- Maja – wieś w Chorwacji;
- Maja – czwarta pod względem jasności gwiazda w gromadzie Plejad;
- (66) Maja – planetoida.